# Geel
Geel es una ciudad y un municipio de Bélgica localizado en el distrito de Turnhout, provincia de Amberes, región de Flandes.
Durante el Renacimiento se dio la creación de asilos por toda Europa. Florecieron santuarios religiosos, dedicados al tratamiento humano de personas con enfermedades mentales, el más conocido de estos santuarios fue creado en Geel. 
A comienzos del siglo XV, individuos de todo el mundo iban a Geel para curarse psíquicamente. Los residentes locales recibían los peregrinos en sus propias casas y muchos permanecían, creando la primera "colonia" de pacientes mentales. La colonia de Geel fue la precursora de las Comunidades terapéuticas actuales.
En esta ciudad nació la cantante Kathleen Aerts integrante original del grupo de música K3

## Demografía

### Evolución
Todos los datos históricos relativos al actual municipio, el siguiente gráfico refleja su evolución demográfica.
| Gráfica de evolución demográfica de Geel entre 1846 y 2020 |
|                                                            |